# Alborosie
Alborosie, geboren als Alberto D'Ascola (Marsala, 1977), is een Italiaanse reggae-, ragga- en dancehallartiest, die sinds 2001 in Jamaica woont en daar ook actief is.

## Loopbaan
Zijn carrière begon in 1994 toen hij een groep oprichtte onder de naam Reggae National Tickets. In 2001 besloot hij om een solocarrière te beginnen en verhuisde hij naar Jamaica om zo dichter met de cultuur verbonden te zijn. Zijn grootste hits zijn Kingston Town en Herbalist. Herbalist is verboden in Jamaica, omdat het gaat over de handel in softdrugs. Alborosie is multi-instrumentaal: hij speelt piano, gitaar, basgitaar en drums. Hij heeft gewerkt met artiesten als Gentleman en Ky-Mani Marley.

## Discografie
Albums met RNT
- 1994 - Metropoli selvaggia
- 1996 - Squali
- 1997 - Un affare difficile
- 1998 - Lascia un pò di te
- 1999 - La Isla
- 2000 - Roof Club

Soloalbums
- 2006 - Herbalist
- 2007 - New songs from Alborosie
- 2007 - Smoke
- 2008 - Soul Pirate: European Tour 2008 Limited Edition
- 2008 - Soul Pirate
- 2009 - Escape From Babylon
- 2010 - Dub Clash
- 2011 - 2 Times Revolution
- 2013 - Sound The System
- 2016 - Freedom & Fyah
- 2018 - Unbreakable: Alborosie Meets The Wailers United